# Sinapis
- Commons
- Wikispecies

Sinapis L. é um género botânico pertencente à família Brassicaceae. Popularmente conhecida como Mostarda.

## Espécies
- Sinapis alba L.
- Sinapis arvensis L.
- Sinapis juncea L.
- Sinapis nigra L.
- Lista completa

## Classificação do gênero
| Sistema | Classificação                        | Referência               |
| ------- | ------------------------------------ | ------------------------ |
| Linné   | Classe Tetradynamia, ordem Siliquosa | Species plantarum (1753) |